# Delta Leonis
Delta Leonis (δ Leonis / δ Leo) è una stella appartenente alla costellazione del Leone di magnitudine +2,56 distante 58 anni luce dalla Terra. È conosciuta anche con i nomi tradizionali di Zosma e di Duhr, mentre nomi più raramente usati sono quelli di Zozca, Zosca, Zubra, e Dhur. Fa parte dell'associazione stellare dell'Orsa Maggiore, un gruppo di stelle con la stessa origine e lo stesso moto proprio nello spazio.

## Caratteristiche fisiche
Delta Leonis è una stella bianca di sequenza principale di classe spettrale A4V. L'abbondanza in ferro pare simile a quella del Sole ([Fe/H] = +0,06)), e pare essere una variabile Delta Scuti, con una variazione di 0,3 magnitudini nella sua luminosità, che è mediamente quasi 30 volte quella solare. La massa e il raggio di Delta Leonis sono poco più del doppio di quelli del Sole e con un'età stimata superiore ai 700 milioni di anni, si presume che tra 300 o 400 milioni di anni terminerà la sua permanenza nella sequenza principale per entrare nello stadio di gigante rossa.